# The Bootleg Series Vol. 5: Bob Dylan Live 1975, The Rolling Thunder Revue
The Bootleg Series Vol. 5: Bob Dylan Live 1975, The Rolling Thunder Revue es un álbum en directo del músico estadounidense Bob Dylan publicado por la compañía discográfica Columbia Records en noviembre de 2002.
El álbum, la tercera publicación de la colección The Bootleg Series, documenta la gira llevada a cabo por numerosos artistas y liderada por Dylan, llamada Rolling Thunder Revue, previa a la edición del álbum Desire. Antes de la publicación de The Bootleg Series Vol. 5, el único documento fonográfico que resumía la gira fue el álbum en directo Hard Rain, publicado en 1976.

## Recepción
La publicación fue bien recibida por parte tanto de la crítica musical como de los seguidores, aunque varios periodistas criticaron el hecho de que el álbum recopilara canciones de varios conciertos en lugar de publicar un único concierto de la gira. Al respecto, Stephen Thomas Erlewine escribió en su crítica para Allmusic: «El mayor criticismo en The Bootleg Series, Vol. 5, la tercera entrega en la excavación de las exhaustivas cámaras de Dylan, es que se trata de una recopilación de grandes éxitos procedentes de su Rolling Thunder Revue de 1975, y que no replica una lista de canciones propia de un concierto, sino que ofrece dos discos y veintidós temas de esa gira fabulosa. Aparte de eso, hay muy poco para quejarse sobre este set superlativo, que ofrece la primera publicación oficial de material procedente de la Rolling Thunder».
Desde el punto de vista comercial, The Bootleg Series Vol. 5: Bob Dylan Live 1975, The Rolling Thunder Revue alcanzó el puesto 69 en la lista británica UK Albums Chart, mientras que en Estados Unidos el álbum entró en el puesto 56 de la lista Billboard 200 el 14 de diciembre de 2002. El 12 de marzo de 2003, tras nueve semanas en lista, fue certificado disco de oro por la RIAA.

## Lista de canciones
Todas las canciones escritas y compuestas por Bob Dylan excepto donde se anota. 
| Disco uno |                                                                             |                         |          |  |
| N.º       | Título                                                                      | Escritor(es)            | Duración |  |
| 1.        | «Tonight I'll Be Staying Here With You» (Forum de Montreal, Canadá 4/12/75) |                         | 3:55     |  |
| 2.        | «It Ain't Me Babe» (Harvard Square Theatre, Cambridge, MA 20/11/75)         |                         | 5:25     |  |
| 3.        | «A Hard Rain's A-Gonna Fall» (Forum de Montreal, Canadá 4/12/75)            |                         | 5:16     |  |
| 4.        | «The Lonesome Death of Hattie Carroll» (Boston Music Hall, 21/11/75)        |                         | 5:25     |  |
| 5.        | «Romance in Durango» (Harvard Square Theatre, Cambridge, MA 20/11/75)       | Bob Dylan, Jacques Levy | 5:22     |  |
| 6.        | «Isis» (Boston Music Hall, 21/11/75)                                        | Bob Dylan, Jacques Levy | 5:11     |  |
| 7.        | «Mr. Tambourine Man» (Boston Music Hall, 21/11/75)                          |                         | 5:39     |  |
| 8.        | «Simple Twist of Fate» (Harvard Square Theatre, Cambridge, MA 20/11/75)     |                         | 4:17     |  |
| 9.        | «Blowin' in the Wind» (Harvard Square Theatre, Cambridge, MA 20/11/75)      |                         | 2:43     |  |
| 10.       | «Mama, You Been on My Mind» (Boston Music Hall, 21/11/75)                   |                         | 3:11     |  |
| 11.       | «I Shall Be Released» (Boston Music Hall, 21/11/75)                         |                         | 4:33     |  |

| Disco dos |                                                                                  |                         |          |  |
| N.º       | Título                                                                           | Escritor(es)            | Duración |  |
| 1.        | «It's All Over Now, Baby Blue» (Forum de Montreal, Canadá 4/12/75)               |                         | 4:34     |  |
| 2.        | «Love Minus Zero/No Limit» (Forum de Montreal, Canadá 4/12/75)                   |                         | 3:13     |  |
| 3.        | «Tangled Up in Blue» (Boston Music Hall, 21/11/75)                               |                         | 4:41     |  |
| 4.        | «The Water is Wide» (Boston Music Hall, 21/11/75)                                | Tradicional             | 5:16     |  |
| 5.        | «It Takes a Lot to Laugh, It Takes a Train to Cry» (Boston Music Hall, 21/11/75) |                         | 3:12     |  |
| 6.        | «Oh, Sister» (Boston Music Hall, 21/11/75)                                       | Bob Dylan, Jacques Levy | 4:04     |  |
| 7.        | «Hurricane» (Memorial Auditorium, Worcester, MA 19/11/75)                        | Bob Dylan, Jacques Levy | 8:15     |  |
| 8.        | «One More Cup of Coffee (Valley Below)» (Boston Music Hall, 21/11/75)            |                         | 4:14     |  |
| 9.        | «Sara» (Boston Music Hall, 21/11/75)                                             |                         | 4:29     |  |
| 10.       | «Just Like a Woman» (Boston Music Hall, 21/11/75)                                |                         | 4:31     |  |
| 11.       | «Knockin' on Heaven's Door» (Harvard Square Theatre, Cambridge, MA 20/11/75)     |                         | 4:22     |  |

## Personal
| Músicos - Bob Dylan: guitarra y voz - Joan Baez: guitarra y voz (en «Blowin' in the Wind», «Mama, You Been on My Mind», «I Shall Be Released» y «The Water Is Wide») - David Mansfield: dobro, mandolina, violín y guitarra - Roger McGuinn: guitarra y coros - Bob Neuwirth: guitarra y coros - Scarlet Rivera: violín - Luther Rix: batería y percusión - Mick Ronson: guitarra - Steven Soles: guitarra y coros - Rob Stoner: bajo - Howie Wyeth: piano y batería | Personal técnico - Steve Berkowitz: productor - Michael Brauer: mezclas - Greg Calbi: masterización - Ricardo Chavarria: asistencia de mezclas - Don DeVito: supervisión de producción - Geoff Gans: director artístico - James L. Hunter: diseño gráfico - Ken Regan: fotografía - Jeff Rosen: productor |

## Posición en listas
| País           | Lista                  | Posición |
| -------------- | ---------------------- | -------- |
| Alemania       | Media Control Charts   | 79       |
| Estados Unidos | Billboard 200          | 56       |
| Estados Unidos | Top Internet Albums    | 126      |
| Francia        | SNEP Albums Chart      | 131      |
| Noruega        | VG-lista Top 40 Albums | 9        |
| Reino Unido    | UK Albums Chart        | 69       |
| Suecia         | Albums Top 60          | 24       |
| Suiza          | Swiss Top Albums 100   | 81       |